# Caldera del Atuel
Caldera del Atuel je masivní, 30×45 km široká kaldera, nacházející se v centrální části Argentiny v provincii Mendoza. Její západní okraj tvoří hranici s Chile. Dno kaldery je pokryto asi 15 dacitovými dómy a přibližně 25 čedičově-andezitovými až andezitovými stratovulkány. Některé stratovulkány (Volcán Guanaqueros na severovýchodním a Volcán Overo na jihovýchodním okraji) jsou poměrně mladé – pochází z holocénu.